# Herbert Tjadens
Herbert Tjadens (* 2. Oktober 1897 in Elberfeld, Deutsches Reich; † 25. November 1981 in Baden-Baden) war ein deutscher Schriftsteller und Drehbuchautor.

## Leben und Wirken
Der Sohn des Schriftstellers Heinrich Tjadens studierte an der Universität in Berlin Kunst- und Theatergeschichte, ehe er selbst zu schreiben begann Herbert Tjadens verfasste unter anderem Bühnenstücke (z. B. Liebe, List und Nachtgespenster) und zahlreiche Erzählungen (z. B. Der Bambushain). Für den Film war Tjadens nur selten tätig; er verfasste (in Zusammenarbeit mit anderen Autoren) mehrere Drehbücher, wirkte als Dialogautor (bei August der Starke, 1935) und lieferte 1938 die Storyvorlage zu dem Abenteuer- und Kriegsfilm Aufruhr in Damaskus. Nach dem Krieg ließ sich Tjadens in Baden-Baden nieder, wo er seinen Lebensabend verbrachte.

## Filmografie (als Drehbuchautor komplett)
- 1939: Renate im Quartett
- 1942: Das Bad auf der Tenne
- Japanische Legende (Wolfgang Krüger Verlag, Berlin, 1943)
- 1951: Hilfe, ich bin unsichtbar!
- 1969: In dieser Hölle (Fernsehfilm)